# マーク・ジョンソン (ミュージシャン)
マーク・ジョンソン（Marc Johnson、1953年10月21日 - 、ネブラスカ州オマハ生まれ）は、アメリカのジャズ・ベース奏者、作曲家、バンド・リーダーである。ジョンソンはネブラスカ生まれのテキサス育ち。ブラジルのジャズ・ピアニストで歌手イリアーヌ・イリアスと結婚している。

## 略歴
19歳の時に、ジョンソンはフォート・ワース交響楽団でプロとして働き、北テキサス大学では「One O'Clock Lab Band」で演奏し、NTSU交響楽団のプリンシパル・ベーシストも務めた。
1978年、ジョンソンはピアニストであるビル・エヴァンスのバンドに加わり、エヴァンス最後のトリオのメンバーとなった。ジョンソンは、1980年にエヴァンスが亡くなるまで一緒にツアーを行い、レコーディングを行った。2007年、彼はトリビュート・アルバム『サムシング・フォー・ビル・エヴァンス』を、妻でピアニストのイリアーヌ・イリアスと共にリリースしている。
その後の彼は、ジョー・ロヴァーノ、マイケル・ブレッカー、スタン・ゲッツ、ボブ・ブルックマイヤー、ゲイリー・バートン、ジョン・アバークロンビー、ビル・フリゼール、パット・メセニー、イリアーヌ・イリアス、エンリコ・ピエラヌンツィ、ジョーイ・バロン、フィリー・ジョー・ジョーンズ、ジャック・ディジョネット、ピーター・アースキン、ポール・モチアンの他、多くのミュージシャンのアルバムでクレジットされている。彼はまた、自身のバンドを率いるリーダーとしても登場した。エレクトリック・ギターにビル・フリゼールとジョン・スコフィールド、ドラムにピーター・アースキンをフィーチャーしたカルテットであるベース・ディザイアーズは、1980年代半ばにECMからの2枚のアルバムを録音したことで国際的な認知を得ることとなった。また、JMTレコードのグループ、ライト・ブレイン・パトロールとして2枚のアルバムを録音。続いてヴァーヴ・レコードから『ザ・サウンド・オブ・サマー・ランニング』をリリースした。ECMからリリースしたアルバム『シェイズ・オブ・ジェイド』は、2005年10月17日の『タイム (雑誌)|タイム』誌による、その時期のトップ・ジャズ・リリース5枚のうちの1枚として「5 CDs That Really Swing」という記事で掲載された。『シカゴ・トリビューン』紙による2005年のジャズ・レコーディング・ベスト10の1枚にも選ばれ、2005年にはデンマーク音楽賞の最優秀外国人リリース賞も受賞した。ピアノには妻のイリアーヌ・イリアス、テナーサックスにはジョー・ロヴァーノ、ギターにはジョン・スコフィールド、ドラムにはジョーイ・バロンをフィーチャーしている。
『シェイズ・オブ・ジェイド』に続く作品として、2012年にECMから『Swept Away』がリリースされた。このアルバムはピアニストで作曲家のイリアーヌ・イリアスとのコラボレーションとなっている。前回同様、テナーサックスのジョー・ロヴァーノとドラムのジョーイ・バロンも含まれている。音楽はすべてのオリジナルの楽曲で構成されている。ジョンソンはプロデューサーとして、コンコード・レコードからのイリアーヌ・イリアスのアルバム『メイド・イン・ブラジル』（2016年）と『ダンス・オブ・タイム』（2017年）を共同プロデュースしたことで2つのグラミー賞を受賞した。

## ディスコグラフィ

### リーダー・アルバム
- 『ベース・ディザイアーズ』 - Bass Desires (1985年、ECM)
- 『セカンド・サイト』 - Second Sight (1987年、ECM) ※マーク・ジョンソン=ベース・ディザイアーズ名義
- 『2X4』 - Two by Four (1989年、Verve/EmArcy) ※トゥーツ・シールマンス、小曽根真、ゲイリー・バートン、ルーシー・クレインとのデュオ集
- 『ライト・ブレイン・パトロール』 - Right Brain Patrol (1991年、JMT) ※ベン・モンダー、アルト・トゥンチボヤズヤンとのトリオ
- 『マジック・ラビリンス』 - Magic Labyrinth (1995年、JMT) ※マーク・ジョンソン・ライト・ブレイン・パトロール名義。ウォルフガング・ムースピール、アルト・トゥンチボヤズヤンとのトリオ
- 『ザ・サウンド・オブ・サマー・ランニング』 - The Sound of Summer Running (1998年、Verve) ※ビル・フリゼール、パット・メセニー、ジョーイ・バロンとのカルテット
- If Trees Could Fly (1999年、Intuition Music) ※エリック・ロングスワース（チェロ）とのデュオ
- 『ベース&チェロ』 - Bass and Cello (2004年、King Japan) ※エリック・ロングスワース（チェロ）とのデュオ
- 『シェイズ・オブ・ジェイド』 - Shades of Jade (2005年、ECM) ※イリアーヌ・イリアスとジョー・ロヴァーノ、ジョン・スコフィールド、ジョーイ・バロンとのカルテット
- Swept Away (2012年、ECM) ※With イリアーヌ・イリアス